# 第325歩兵師団 (ベトナム陸軍)
第325歩兵師団（Sư đoàn 325 bộ binh）は、ベトナム人民軍（陸軍）の師団の1つ。

## 歴史
- 1952年10月 - クアンビン、クアンチ、トゥアティエン地区の主力部隊を統合して、第325師団の編成開始
- 1952年12月 - クアンチ省チエウフォン県において編成完結式。師団長陳貴海。編成後は、ベトナム中部のクアンビン―クアンチ―トゥアティエン地区で対仏闘争を展開した。
- 1953年末～1954年初め - 「ナムディン師団」の代号を用いて、冬春戦略進攻に参加。その後、ラオス作戦に参加して、中寮地区を解放した後、カンボジアの上丁地区で活動した。
- 1966年 - 第84砲兵連隊増設

ベトナム戦争時、主として平治天一帯のベトナム・ラオス国境地区とラオス中部地区で活動した。前後してケサン戦役、国道9号線戦役、クアンチ戦役に参加した。
- 1974年5月 - 新編の第2軍に編入
- 1975年 - タイ・グエン戦役、順化-ダナン戦役、ホーチミン戦役に参加
- 1976年 - 国道9号線沿いの香水地区に駐屯
- 1978年夏 - ラオス下寮地区に移動し、同年末、カンボジアに侵攻
- 1979年3月 - 河北省陸岸県に移動し、中越国境地区における機動作戦を担当
- 1988年 - 第312師団と交代でハザンの前線に移動し、濾江西部に駐屯

## 編制
- 第18歩兵連隊 （Trung đoàn 18 bộ binh）
- 第95歩兵連隊 （Trung đoàn 95 bộ binh）
- 第101歩兵連隊 （Trung đoàn 101 bộ binh）
- 第84砲兵連隊 （Trung đoàn 84 pháo binh）